# مروى زين
مروى زين كاتبة ومخرجة سودانية ولدت في المملكة العربية السعودية، عاشت في مصر وانتقلت للدراسة في ألمانيا. وهي مخرجة فيلم أوفسايد الخرطوم، أسبوع ويومين. لعبة. رندا. ثقافة لكل المصريين.

## مسيرتها
مروى زين مخرجة وكاتبة ومنتجة سودانية ولدت في المملكة العربية السعودية، ثم انتقلت للعيش في مصر، بعد أن درست الهندسة الكيميائية لمدة ثلاثة سنوات في جامعة القاهرة، قررت التوجه للدراسة في المعهد العالي للسينما وتخرجت منه عام 2009م، حيث كان مشروع تخرجها الفلم (لعبة) والذي اقتبسته عن قصة لألبيرتو مورافيا. حصل الفيلم على احتفاء محلي ودولي وحاز على جائزة المهرجان القومي للسينما المصرية عن أفضل فيلم روائي قصير وجائزة مهرجان الاسماعيلية للفيلم القصير. ترجم الفيلم إلى 4 لغات وعرض في العديد من المهرجانات الدولية والمحلية. أخرجت سلسلة من الأفلام الوثائقية القصيرة لصالح مؤسسة المورد الثقافي ضمنها فيلم «سياسة ثقافية لكل المصريين» و «مدد» وأيضاً تعاونت مع المثلة ياسمين رئيس في فلمها القصير (أسبوع ويومين)، إنتاج شركة ريد ستار وهذا الفلم اختير للمشاركة ضمن فعاليات مهرجان دبي السينمائي الدولي وعرض في أكثر من 30 مهرجان دولي ومحلي.
أوفسايد الخرطوم هو الفيلم الوثائقي الطويل الأول هو إنتاج سوداني دنماركي نرويجي فرنسي مشترك.

## جوائزها
حصل فلم المخرجة السودانية مروى زين على جائزة أحسن عمل أول مقدمة من قناة tv5 monde. في مهرجان قرطاج السينمائي الدولي 2019.
و حصل على جائزة الأوسكار الإفريقي Africa Movie Academy Awards عن أفضل فيلم وثائقي إفريقي لعام 2019 كما حاز على جائزة من مهرجان "African Film Festival of Cordoba "FCAT في أسبانيا عن أفضل فيلم وثائقي كما حاز على جائزة لجنة التحكيم من مهرجان مالمو للفيلم العربي في السويد 2019.

## اعمالها
- لعبة (2009) 
- أسبوع ويومان (2016) 
- أوفسايد الخرطوم (2019)
- ثقافة لكل المصريين
- رندا
- سلمي 

## روابط خارجية
- مروى زين على موقع IMDb (الإنجليزية)
- https://vimeo.com/marwazein
- https://www.imdb.com/name/nm7723936/
- https://marwazeinarbab.wordpress.com/